# Сун Ліцюнь
Сун Ліцюнь (кит.: 宋利群) (1 вересня 1961) — китайський дипломат. Генеральний консул Китайської Народної Республіки в Одесі (Україна) (з 2018).

## Життєпис
Народився у вересні 1961 року в Тєліні, провінції Ляонін, магістр гуманітарних наук.
У 1987—1988 рр. — асистент інституту порівняльної педагогіки Північно-східного педагогічного університету КНР.
У 1988—1995 рр. — співробітник канцелярії із зовнішніх справ провінції Цзілінь.
У 1995—1998 рр. — третій секретар Посольства КНР в Російській Федерації.
У 1998—2000 рр. — старший науковий співробітник канцелярії із зовнішніх справ провінції Цзілінь.
У 2000—2003 рр. — консул Генерального Консульства КНР у м Хабаровську.
У 2003—2003 рр. — старший науковий співробітник канцелярії із зовнішніх справ провінції Цзілінь.
У 2003—2005 рр. — другий секретар Апарату МЗС КНР.
У 2005—2008 рр. — другий секретар, перший секретар Посольства КНР в РФ.
У 2008—2009 рр. — перший секретар Управління у справах кадрів, які пішли на пенсію.
У 2009—2010 рр. — перший секретар Секретаріату ШОС.
У 2010—2011 рр. — заступник генерального консула КНР в м Хабаровську.
У 2011—2014 рр. — заступник генерального консула КНР в м Хабаровську і завідувач канцелярією з консульських питань у Владивостоці.
У 2014—2015 рр. — чиновник на рівні заступника директора Департаменту Європи та Центральної Азії МЗС КНР.
У 2015—2018 рр. — Генеральний консул КНР в місті Ош.
У 2018—2022 рр. — Генеральний консул Китайської Народної Республіки в Одесі (Україна).